# Arturo Vaquero (Humanoid)
Arturo Vaquero Taboada es un músico y productor nacido en Santurce el 17 de abril de 1971. Actualmente reside entre Friol y Lugo. Es conocido en los ambientes musicales por (humanoid)

## Trayectoria
Se dio a conocer con el pseudónimo de Humanoid. Fue uno de los primeros gallegos que despuntó en el campo de la música electrónica. 
Ha editado varios CD y ha realizado conciertos a nivel nacional, incluyendo los realizados para varias radios y cadenas de televisión de ámbito nacional. Combina su labor de compositor con la de Ingeniero de Sonido y productor musical. También realiza bandas sonoras y música para documentales y anuncios en radio y televisión.
Desde hace unos años gestiona en Friol el estudio Abrigueiro.
En el año 2002, tras su etapa experimental como Humanoid inició un nuevo proyecto, denominado O.C.R..

## Discografía
Como Humanoid:
- Vectorspheres Cd (Jabalina 1998),
- A Stereophonic Experience (So Dens 1998)
- "Varios Artistas", OCR (Jabalina 1999),
- Máscotas (Jabalina 1999)
- "Varios Artistas", El sol sale para todos (Jabalina 2000)
- "Varios Artistas",Latidos de baile ses.1 (Latidos Music 2000)
- "Varios Artistas".

Como Arturo Vaquero:
- Razas (Arcoiris Produccións 1998).
- Cumulum (2001).
- Música e entorno (varios artistas)(2009)
- Gcmus en concerto (varios artistas) (2010)
- 7 piezas fáciles para ondas senoidales (2007)
- Musica e arquitectura (varios artistas)(2012)

Bandas sonoras realizadas:
- O Apostolo (junto a Xavi Font y Phillip Glass) (pendiente estreno)
- El Diario de Carlota (Castafiore Films - Tornasol 2010)
- Agallas (Continental Producciones 2009) - nominado a un Goya
- Relatos (Matriuska 2009)
- Cartas Italianas (Matriuska 2008)
- Abrigate (Continental- Oberon 2007)
- Ma morta truca la porta (Ficción producciones - Diagonal Tv 2008)
- El Espejo (Continental Producciones - 2008)
- O bosque de Levas (Ficción Producciones 2007)
- La biblioteca de la Iguana (Ficción Producciones 2005)

## Otros datos
En 2010 fue nominado a un Goya por la mejor canción original, por su tema 'Agallas vs escamas' compuesto para la película 'Agallas'.